# Traduction automatique neuronale
La traduction automatique neuronale (TAN) est une approche de traduction automatique qui utilise un réseau neuronal artificiel pour prédire la probabilité d'une séquence de mots, généralement en modélisant puis en traduisant des phrases entières avec un seul modèle.

## Propriétés
Les systèmes TAN ne nécessitent qu'une fraction de la mémoire nécessaire aux modèles traditionnels de traduction automatique statistique (TAS). De plus, contrairement aux systèmes de traduction conventionnels, toutes les parties du modèle de traduction neuronale sont entraînées conjointement pour maximiser les performances de traduction,.